# 2014 في أفغانستان
فيما يلي قوائم الأحداث التي وقعت خلال عام 2014 في أفغانستان.

## أحداث
- 5 أبريل – الانتخابات الرئاسية الأفغانية 2014

## سياسة

### تعيين في المنصب
- 29 سبتمبر – أشرف غني أحمدزي رئيس أفغانستان.
- 29 سبتمبر – عبد الرشيد دوستم نائب رئيس أفغانستان [الإنجليزية]‏.
- 29 سبتمبر – عبد الله عبد الله كبير الإداريين التنفيذيين أفغانستان [الإنجليزية]‏.

### انتهاء فترة المنصب
- 29 سبتمبر – حامد كرزاي رئيس أفغانستان.

## وفيات

### يناير
- 1 يناير – جلال الدين حقاني (مواليد 1950) قائد عسكري أفغانستاني.